# Эму
Э́му (лат. Dromaius novaehollandiae) — птица отряда казуарообразных, инфракласса бескилевых птиц. В дикой природе обитает на просторных участках, заросших низкорослыми деревьями, называемых бушами. Как только этот вид был открыт, его относили к страусообразным, но классификация была пересмотрена в 1980-е годы. Эти птицы распространены на большей части Австралии, но избегают густонаселённых районов и засушливых зон.

## Общая характеристика
Внешне эму напоминает казуара, но не имеет ни шлема, ни кожистых выростов на шее. Общая конституция тела — плотное туловище продолговатой формы с опущенным хвостом; маленькая голова на вытянутой шее бледно-голубого цвета — приспособление для выживания в засушливых регионах австралийского континента. Длина птицы 150—190 см, масса взрослых особей 18—55 кг (в среднем 30—35 кг). Эму способен развивать скорость до 50 км/ч. Их длинные ноги позволяют делать шаги до 2,75 метров. Эму ведут кочевой образ жизни и могут преодолевать большие расстояния в поисках пищи. Пьют редко, но если есть возможность, то не откажут себе в этом. Эму любят сидеть в воде, а также умеют плавать.
У данного вида для защиты есть когтистые лапы. Ноги являются одними из сильнейших конечностей у животных, что позволяет им портить ограждения из металлической проволоки. Они наделены хорошим зрением и слухом, который помогает им обнаруживать хищников в округе. Оперение меняется в зависимости от условий окружающей среды. Структура пера препятствует перегреву, поэтому эму активны во время полуденной жары. Могут выдерживать широкий диапазон температур. Самцов и самок трудно различить визуально, однако это можно сделать по звукам, которые птицы издают. В дикой природе эму могут жить от 10 до 20 лет.
Эму на каждой ноге имеет по три пальца с тремя фалангами в отличие от страуса, который имеет два пальца на каждой ноге. Они имеют небольшие остаточные крылья длиной около 20-25 см и маленький коготь на конце крыла. Эти птицы имеют длинную шею и ноги. Способность передвигаться на больших скоростях обусловлена строением нижней конечности: три пальца на ногах, малое количество костей и связанные с ними мышцы ног. Ноги лишены перьев, а под ними находятся толстые, мягкие подушки. У эму есть острые когти на пальцах, дающие возможность защищаться от врагов.
Шея эму бледно-голубая и покрыта редкими перьями от коричневого до серо-коричневого цвета, поглощающими солнечное излучение.

### Голова и верхняя часть шеи
Глаза этой птицы защищены прозрачной мембраной — третьим веком, которое предохраняет слизистую оболочку от высыхания и попадания пыли. На шее у эму имеется воздушный мешок, который хорошо заметен во время брачного периода. С помощью него эму могут издавать звуки различной высоты. Особи женского пола обычно кричат громче, чем особи мужского.
Для нормального дыхания в прохладную погоду эму имеет большие носовые проходы. Холодный воздух нагревается, проходя через лёгкие. На выдохе в холодной носовой раковине влага конденсируется обратно из воздуха и поглощается для повторного использования. Как и другие бескилевые, эта птица устойчива к достаточно широкой амплитуде температур: от -5 до +45°С. Термонейтральная зона для эму находится между 10—15 и 30°С. Как и у других бескилевых, обмен веществ у эму протекает с низкой скоростью.

## Таксономия
Эму впервые был обнаружен европейскими исследователями в 1696 году, когда люди высадились на западное побережье Австралии. Считается, что на восточном побережье эму были замечены до 1788 года, когда там образовались первые европейские поселения. Впервые эму был описан под названием «New Holland Cassowary» в книге Артура Филиппа «Путешествие в Ботани-Бей», которая была опубликована в 1789 году. Вид был назван орнитологом Джоном Латамом в честь этой области Австралии, называющейся Новой Голландией. Латам был соавтором книги Филиппа, дав первые описания и названия многим видам австралийских птиц. Этимология названия «эму» неизвестна. Согласно одной из версий, оно произошло из арабского языка и означает «большая птица». Другая теория состоит в том, что оно происходит от слова «ema», которое используется в португальском для обозначения птицы нанду, похожей на страуса.

## Классификация
Есть три ныне существующих подвида эму в Австралии:
- На юго-востоке Dromaius novaehollandiae novaehollandiae.
- На севере Dromaius novaehollandiae woodwardi, стройный и бледный.
- На юго-западе Dromaius novaehollandiae rothschildi[англ.], тёмный.

Международный союз орнитологов выделяет один современный вид и три вымерших:
- Dromaius novaehollandiae novaehollandiae, включая Dromaius novaehollandiae rothschildi.
- † Dromaius novaehollandiae diemenensis
- † Dromaius novaehollandiae minor
- † † Dromaius novaehollandiae baudinianus[англ.]

## Образ жизни
Эму хорошо плавают, несмотря на свои массивные размеры. Спит животное ночью, но может прерывать сон до 8 раз за период. Для того чтобы наступила фаза глубокого сна, эму сидит на лапах и начинает входить в сонное состояние. Однако и в этом состоянии он может реагировать на визуальные и звуковые раздражители и прерывать сон. Если же этих раздражителей нет, то фаза глубокого сна начинается через 20 минут. После глубокого сна эму просыпается каждые 90—120 минут. В целом эму спит около 7 часов в день.

### Питание
Питаются плодами, кореньями, травой и другой пищей растительного происхождения. Насекомые составляют значительную долю рациона эму. В основном кормятся ранним утром. Нередко посещают посевы зерновых культур, нанося ущерб сельскому хозяйству. Эму пьют раз в день или в ночь, но если вода имеется в изобилии, то могут это сделать несколько раз. Пьют отдельно от других животных.

### Размножение
В брачных играх самец и самка эму становятся друг напротив друга, склоняют головы к земле и начинают качать ими над землёй. Затем самец ведёт самку к сделанному им гнезду. Пара может оставаться вместе в течение пяти месяцев. Спаривание происходит в холодные для южного полушария месяцы — май и июнь. Во время сезонного размножения самцы испытывают гормональные изменения — увеличение лютеинизирующего гормона, уровня тестостерона и размера яичек.
Во время брачного сезона оперение самки немного темнеет, а небольшие участки голой кожи ниже глаз и рядом с клювом становятся бирюзово-голубыми.
Самки во время ухаживания более агрессивны, чем самцы, и часто воюют друг с другом за доступ к партнёру. Такие драки могут длиться до 5 часов, особенно если самец холост.
Самка ежедневно или максимум через три дня откладывает по одному яйцу, всего в среднем 11-20 очень больших тёмно-зелёных яиц с толстой скорлупой. Толщина скорлупы около 1 мм, хотя коренные австралийцы говорят, что у северных эму скорлупа яйца тоньше. Их масса составляет от 700 до 900 грамм, что примерно равно 10–12 куриным яйцам в объёме и массе.
Гнездо эму — ямка, выложенная травой, листвой, корой и ветками. Эму полигамные, в одно гнездо откладывают яйца несколько самок, после чего кладка в общей сложности насчитывает 15–25 яиц. Иногда у самца бывает лишь одна самка, которая откладывает 7-8 яиц. Насиживанием занимается только самец. Насиживание длится около двух месяцев, в течение которых самец очень мало и редко ест. В процессе насиживания яйца из тёмно-зелёных становятся чёрно-фиолетовыми.
Птенцы вылупляются массой в 0,5 кг и ростом в 12 см. В этот период охраняющий своё потомство самец становится очень агрессивным, и, если его потревожить, он может ударом ноги сломать человеку кости.
Инкубационный период занимает 56 дней. Самец останавливает инкубацию яиц незадолго до их вылупления и повышает температуру в гнезде в течение восьми недель.
Только что вылупившиеся птенцы активны и могут в течение нескольких дней покинуть гнездо. Имеют отличительные коричневые и кремовые полоски для маскировки, которые исчезают спустя три месяца. Птенцы растут очень быстро. Они могут остаться со своей семьёй на 10–12 месяцев.

## Враги
На эму охотятся несколько животных и птиц, в том числе динго, орлы и ястребы. Лисы пытаются украсть яйца. Хищные птицы и собаки динго пытаются убить эму, целясь в голову и шею. Эму, в свою очередь, подпрыгивает высоко вверх и машет крыльями, а также отбивается ногами, пытаясь защититься.

## Человек и эму
Эму использовались в качестве пищи коренными австралийцами и ранними европейскими поселенцами. Австралийские аборигены использовали различные способы, чтобы поймать птицу: метали копья в эму, когда они пили, отравляли водоёмы, ловили птиц сетями, а также привлекали эму, подражая их голосам.
Первые европейские поселенцы, как и коренные жители, использовали жир эму для заправки ламп. В 1930-х годах большой сельскохозяйственный ущерб со стороны данных птиц, усугубляемый Великой депрессией, спровоцировал в Западной Австралии «войну с эму», во время которой уничтожалось до 57 000 птиц в год. Джон Гулд в книге «Руководство для птиц из Австралии», впервые опубликованной в 1865 году, фиксирует угрозу исчезновения эму из Тасмании, ставшего редким и вымирающим. Автор отмечает, что эму уже исчезли в окрестностях Сиднея, и предлагает ввести для птиц охранный статус. Дикие эму формально охраняются в Австралии по закону 1999 года об охране окружающей среды и сохранению биоразнообразия. Хотя численность эму на материковой Австралии считается более высокой, чем в разгар европейской колонизации, некоторые дикие популяции находятся под угрозой исчезновения из-за небольшой численности. Угроза для небольших популяций исходит от расчистки и фрагментации мест обитания, преднамеренных убийств, столкновений с транспортными средствами и хищниками.
Австралийские фермеры считают, что эму портят посевы, топчут отведённые для овец пастбища, потому эти птицы истребляются тысячами. Кроме того, мясо эму оказалось годным в пищу, а из яиц вытапливают пищевое масло.
Эму — один из щитодержателей на гербе Австралии.

## Экономическое значение
Эму был важным источником мяса для аборигенов Австралии в области, в которой он является эндемиком. Жир эму использовался в качестве лекарства и втирался в кожу. Он также являлся ценной смазкой. Традиционные краски для церемониальных украшений тела изготавливали из жира, смешанного с ольхой.
Коммерческое разведение эму началось в Западной Австралии в 1987 году, и первый забой провели в 1990 году. В Австралии коммерческое разведение эму осуществляется выведением птиц в неволе, поэтому все штаты, за исключением Тасмании, должны иметь лицензионные требования для защиты диких эму. За пределами Австралии в больших масштабах эму выращивают в Северной Америке, Перу и Китае и в меньшей степени в других странах.
Главным образом эму разводят ради мяса, кожи и масла. У эму нежирное мясо (менее 1,5% жирности) с невысоким уровнем холестерина (85 мг на 100 г), поэтому его мясо можно сравнивать с постным. Жир используют для изготовления косметики, биологически активных добавок и лечебных веществ. Масло состоит из жирных кислот, таких как олеиновая (42%), линолевая и пальмитиновая (по 21% каждая).
Кожа эму имеет характерную узорную поверхность из-за поднятых в области пера фолликулов, поэтому она используется для изготовления бумажников, обуви (часто в сочетании с другими кожами). Перья и яйца используются в декоративно-прикладном искусстве и ремесле.

## Галерея
- Эму в Московском зоопарке